# Ditypophis vivax
Ditypophis vivax (полоз Гюнтера) — вид змій родини Pseudoxyrhophiidae. Ендемік Ємену. Це єдиний представник монотипового роду Ditypophis.

## Поширення і екологія
Полози Гюнтера є ендеміками острова Сокотра. Вони живуть в сухих напівпустельних чагарникових заростях та на кам'янистих схилах. Зустрічаються на висоті 10 до 870 м над рівнем моря.